# Tipula (Microtipula) monocera
Tipula (Microtipula) monocera is een tweevleugelige uit de familie langpootmuggen (Tipulidae). De soort komt voor in het Neotropisch gebied.